# 巴布瓦塔國家公園

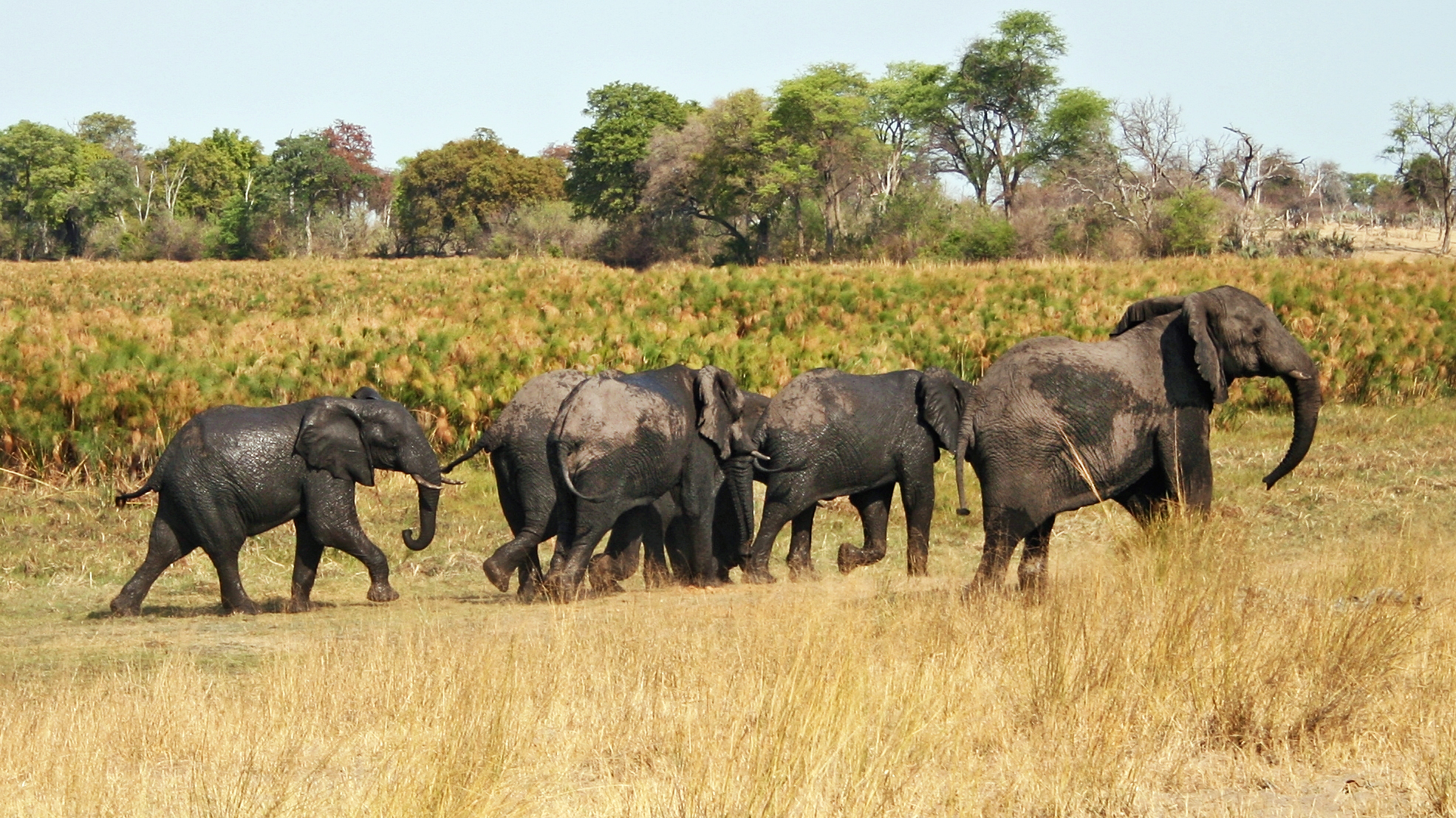

17°57′S 22°32′E / 17.95°S 22.54°E
巴布瓦塔國家公園（英語：Bwabwata National Park），是納米比亞的國家公園，位於該國東北部，成立於2007年，南北端相距40公里，東西端相距190公里，面積6,274平方公里，該地區有約5,500名居民居住。